# Cephalochrysa nigricornis
Cephalochrysa nigricornis är en tvåvingeart som först beskrevs av Friedrich Hermann Loew 1866.  Cephalochrysa nigricornis ingår i släktet Cephalochrysa och familjen vapenflugor. Inga underarter finns listade i Catalogue of Life.